# LG Velvet
LG Velvet是LG電子生产的一款Android平板智能手机。2020年5月，LG電子宣布LG Velvet为LG G系列的後繼品牌。该设备与旗舰机LG V60 ThinQ部分硬件相同，例如兩者顯示屏相同，但LG Velvet电池较小，摄像头也有所不同。